# All Fun and Games
All Fun and Games è un film del 2023 diretto da Ari Costa e Eren Celeboglu, al loro debutto alla regia.

## Produzione
Nel gennaio 2022 è stato annunciato che Asa Butterfield e Natalia Dyeravrebbero interpretato i ruoli dei protagonisti nel film.
Nell'aprile dello stesso anno, è stato annunciato che le riprese principali sarebbero iniziate in Canada e che Annabeth Gish, Benjamin Evan Ainsworth e Keith David si erano aggiunti al cast. 

## Distribuzione
Nel luglio 2023, è stato annunciato che Vertical Entertainment ha acquisito i diritti di distribuzione del film nel Nord America. Il film è stato distribuito nelle sale cinematografiche il 1º settembre 2023. 